# 索基里亞尼 (捷普利克區)
48°34′51″N 29°47′42″E / 48.58083°N 29.79500°E
索基里亞尼（烏克蘭語：Сокиряни）是位於烏克蘭西部文尼察州裏海辛區的村莊，始建於1750年，面積0.12平方公里，海拔高度166米，2001年人口461。